# Педагогический музей Московского университета
Педагогический музей (1902—1917) — музей, организованный Педагогическим обществом при Московском университете.

## История
В 1902 Педагогическим обществом был учреждён крупнейший в Москве Педагогический музей как Постоянный и Подвижный музей наглядных пособий. Музей был создан на основе выставки, подготовленной к 1-му съезду преподавателей естественной истории Московского учебного округа. Фонд музея в основном создавался из экспонатов и коллекций, переданных в дар музею профессорами Московского университета, среди которых были профессора Н. А. Умов, Д. Н. Анучин, И. М. Сеченов, Р. Ю. Виппер и др. К концу первого года существования в музее насчитывалось свыше 3 тыс. предметов, что составило одно из крупнейших собраний учебных пособий того времени в России. Заведующим музеем был избран профессор А. П. Павлов.
Музей строил свою работу на основе стационарной экспозиции наглядных пособий по определённым темам. При музее действовала библиотека с читальным залом, небольшая производственная мастерская по изготовлению наглядных пособий, склад книг и пособий, литературно-издательский отдел, справочное бюро. Музей выдавал материалы фондов для пользования на условиях абонемента. Размер абонентной платы был незначителен, в ряде случаев — бесплатным. Подвижный музей распространял прогрессивные методы обучения и воспитания.
Особенностью Педагогического музея была его ориентированность на работу с учителями, для которых организовывались выставки, курсы, издавались указатели учебных пособий. Также музей брал на себя задачу просвещения широких слоёв населения, устраивая общедоступные чтения, лектории, концерты, кружки самообразования. В музей поступали пожертвования москвичей.
После ликвидации Педагогического общества при Московском университете музей в мае 1908 был передан учебному отделу Общества распространения технических знаний («Постоянный и передвижной музей О. Р. Т. З.»).
Музей действовал до 1917, в 1918 расформирован и прекратил существование.